# Republik der Ionischen Inseln

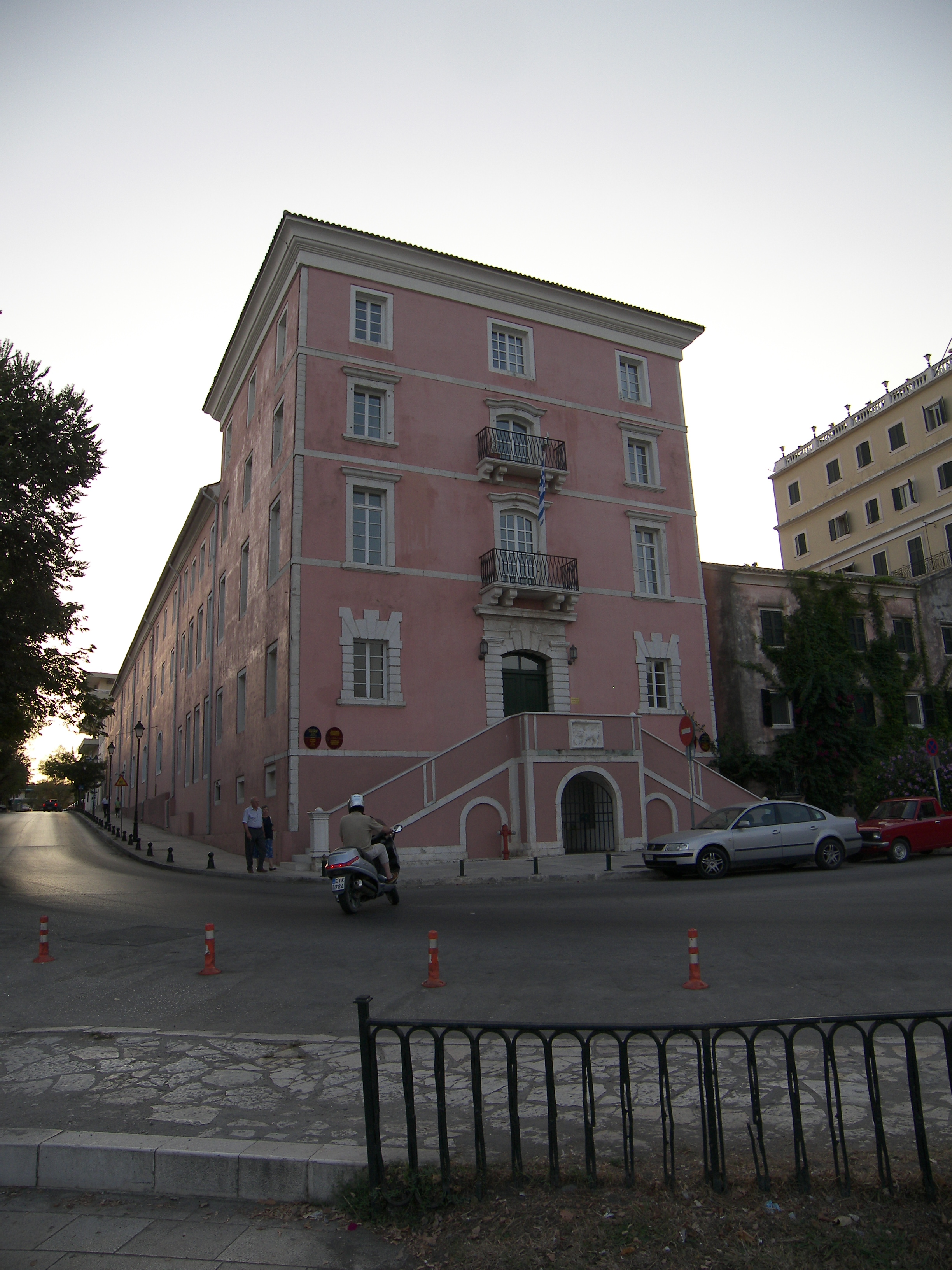
Die Ionische Akademie war die Hochschule der Ionischen Inseln

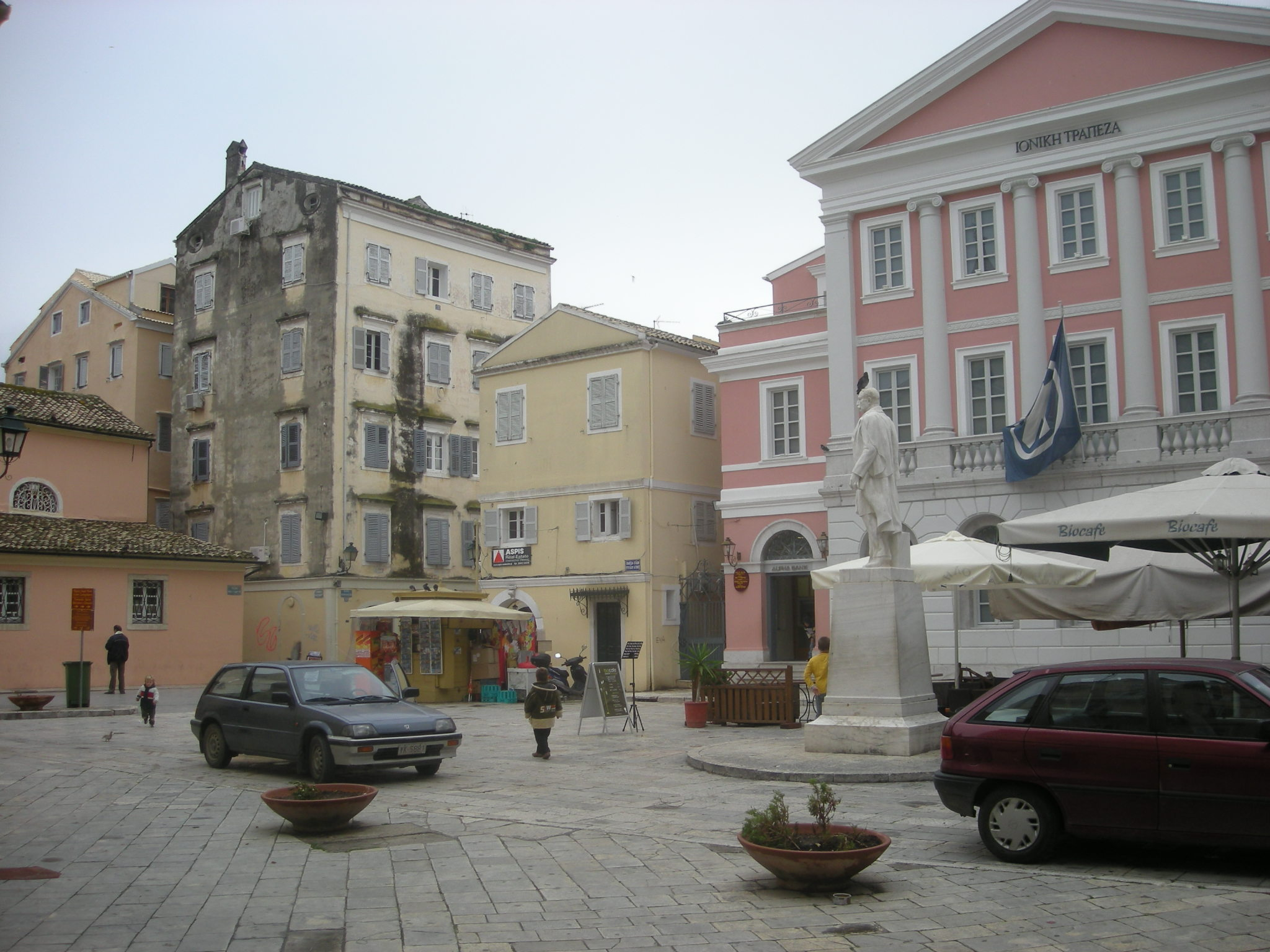
Die Ionian Bank auf Korfu

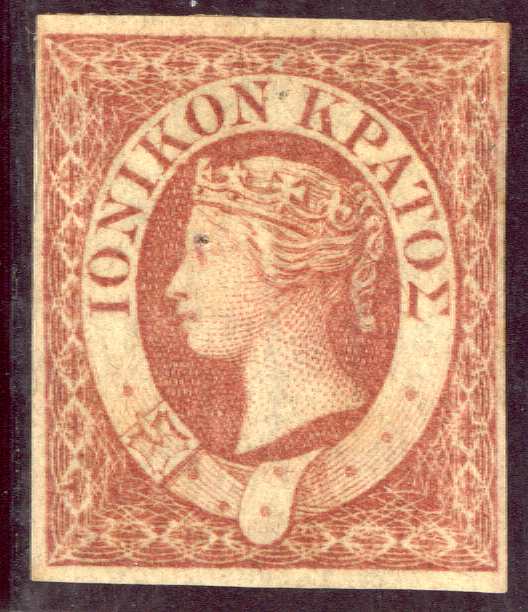
Briefmarke mit dem Porträt der Königin Viktoria (1859)

Die Republik der Ionischen Inseln, von 1815 bis 1864 Vereinigte Staaten der Ionischen Inseln, nach der Anzahl der zugehörigen größeren Inseln auch Republik der Sieben Inseln bzw. Heptanesos genannt. (griechisch Ἑπτάνησος Πολιτεία, italienisch Repubblica Settinsulare) war eine Republik an der Westküste Griechenlands. Der Staat umfasste Andikythira, Andipaxos, Korfu, Kythira, Lefkada, Ithaka, Kefalonia, Paxos und Zakynthos, sowie einige kleinere Inseln und entstand im Jahr 1800, nachdem 1797 die Jahrhunderte währende Herrschaft der Republik Venedig über die Ionischen Inseln geendet hatte.
Sie stand nacheinander kurz unter russisch-osmanischem und unter französischem Protektorat, bis 1815 die Briten die Oberherrschaft über die Ionischen Inseln erhielten. 
Sitz der Regierung war die Stadt Korfu. Von 1815 bis zur Vereinigung mit dem Königreich Griechenland 1864 hieß die Republik Vereinigte Staaten der Ionischen Inseln. Die Amtssprachen waren Italienisch und Griechisch, gesprochen wurde oft Venetisch.

## Republik der Sieben Inseln (1800–1807)
Mit dem Ende der Republik Venedig im Frieden von Campo Formio 1797 waren die bis dahin venezianischen Ionischen Inseln zunächst an Frankreich gefallen. Die Franzosen teilten die Inseln in die drei Départements Corcyre (Sitz: Korfu), Ithaque (Sitz: Argostoli) und Mer-Egée (Sitz: Zakynthos) auf und unterstellten sie einer Zentralverwaltung in Korfu unter Leitung des Grafen Theotokis. 1798/1799 eroberten Russland und das Osmanische Reich, die sich gegen Frankreich verbündet hatten, die Inseln. Im Vertrag von Konstantinopel vom 21. März 1800 vereinbarten die Verbündeten, dass die Inseln künftig die Republik der Sieben Inseln mit der Hauptstadt Korfu bilden sollten. Russland garantierte die Autonomie des neuen Staates, der osmanischer Oberhoheit unterstellt wurde, und einen jährlichen Tribut von 75.000 Piaster an den Sultan entrichten musste. Die ehemals venezianischen Besitzungen auf dem Festland, insbesondere die Stadt Parga, sollten an das Osmanische Reich fallen, wurden aber vorübergehend noch von dem neuen Staatswesen verwaltet, bis zuletzt Parga 1819 an Ali Pascha übergeben wurde.
Die Stellung der Republik zum Osmanischen Reich wurde nach dem Vorbild des Vasallitätsverhältnisses der Republik Ragusa geregelt und dafür der neue Begriff der Suzeränität geprägt. Der Begriff der Suzeränität wurde im Artikel 1 des Russisch-Osmanischen Vertrags von 1800 als Untertänigkeitsverhältnis besonderer Art zum Sultan definiert. Im Gegenzug erhielt die Republik Privilegien des Sultans. Die faktische Macht blieb in den Händen der russischen Besatzer. Das Gemeinwesen erhielt eine aristokratische Verfassung. An der Spitze des Staates stand der von einem Präsidenten geleitete Senat, der sich aus Vertretern der „Großen Räte“ der Inseln zusammensetzte. Mitglieder des Senates und der „Großen Räte“ konnten nur Angehörige des Adels sein. Erster Präsident des Senates wurde Graf Theotokis, als Senatssekretär fungierte Ioannis Kapodistrias, der spätere Präsident des unabhängigen Griechenland. Wappen der neuen Republik war der venezianische goldene Löwe im blauen Feld, der in einer Klaue sieben vereinigte Pfeile und in der anderen das Evangelienbuch mit dem Kreuz und der Jahreszahl 1800 hielt. Ursprünglich sollte auch die osmanische Flagge dort Platz finden.
1803 beschloss die „konstituierende Versammlung der Ionier“ eine neue Verfassung, durch die auch Nichtadlige ab einem gewissen Einkommen das Wahlrecht und Zugang zu allen öffentlichen Ämtern erhielten. Exekutive der Republik war nach der Verfassung von 1803 der aus 17 Mitgliedern bestehende Senat unter der Leitung des die Republik auch nach außen vertretenden Principe (= Fürst). Erster Principe wurde der bisherige Präsident Spiridon Theotokis. Daneben standen 40 „Nationalvertreter“ als Legislative und die aus drei Zensoren unter Leitung eines Ephoren bestehende Censura Generale als oberstes Gericht. Zugleich wurde Griechisch an Stelle des bislang üblichen Italienischen zur Amtssprache erhoben.
Es wurden nur Kupfermünzen von 1, 5 und 10 Gazzette mit dem Jahr 1801 ausgeprägt. Gerechnet wurde in Dollar (= 8 spanische Reales).

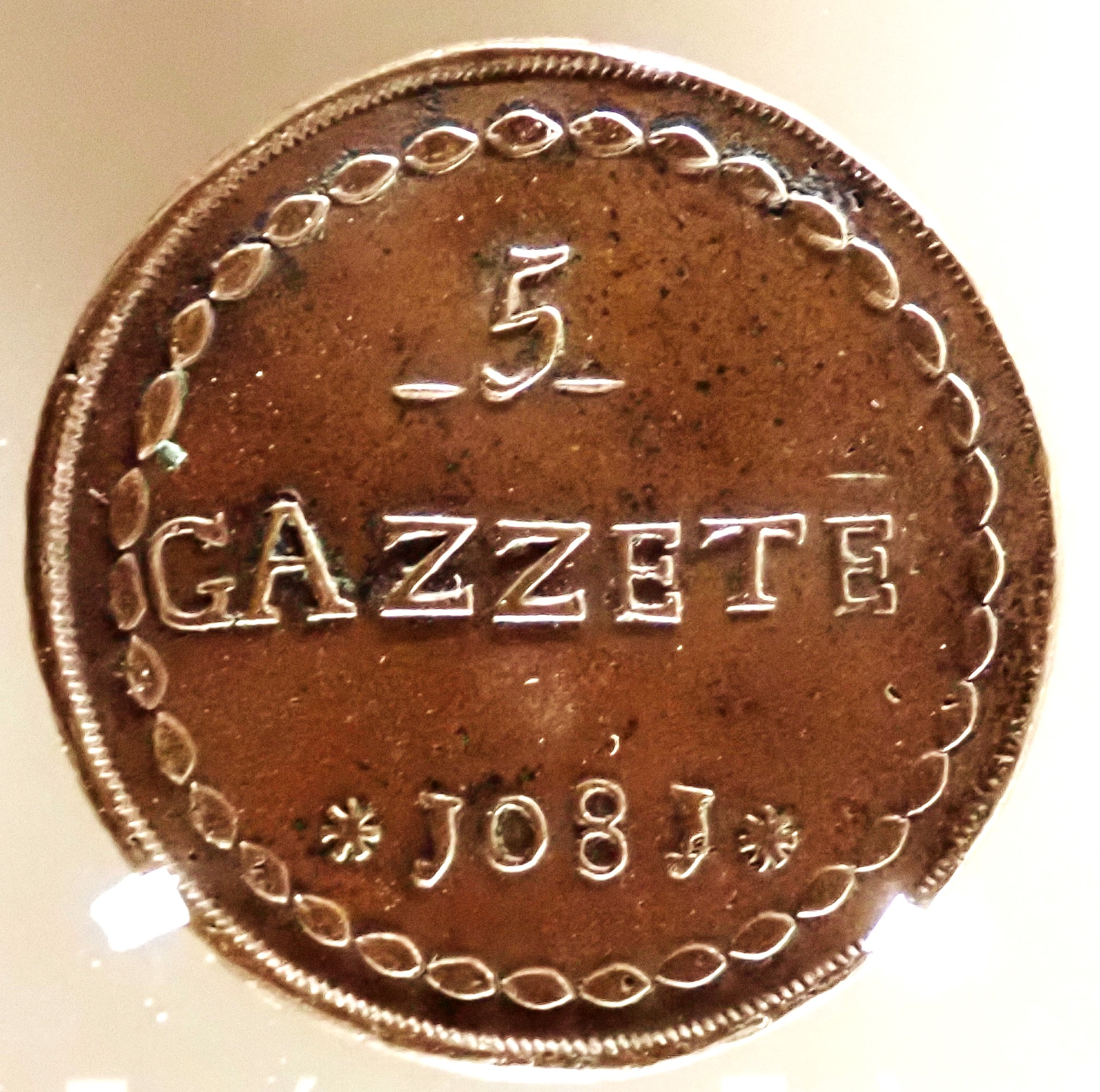
5 Gazzettemünze der Ionischen Inseln, Jahr 1801

## Ionische Inseln unter französischer Herrschaft (1807–1815)
1807 überließ Russland im Frieden von Tilsit die Ionischen Inseln Napoleon I. Die Franzosen hoben die Verfassung von 1803 auf und übertrugen die Verwaltung General François-Xavier Donzelot als Militärgouverneur. Der Principe Graf Komuto legte sein Amt nieder. Offiziell firmierte die frühere Ionische Republik jetzt als „gouvernement local de Corfou“.
Am 2. Oktober 1809 wurde die französische Flotte vor der Insel Zakynthos geschlagen. Die Inseln Kefalonia, Kythira und Zakynthos wurden von Großbritannien besetzt, die auf Zakynthos eine provisorische Regierung der Republik einsetzten. Nur auf Korfu konnten sich die Franzosen behaupten. General Donzelot kapitulierte erst nach dem Sturz Napoleons (siehe Vertrag von Fontainebleau) im Juli 1814 und übergab die Festung Korfu an die Briten.

## Vereinigte Staaten der Ionischen Inseln (1815–1863/64)
Im Pariser Vertrag vom 5. November 1815 einigten sich Großbritannien, Russland, Preußen und Österreich darauf, dass die Ionischen Inseln künftig „einen einzigen, freien und unabhängigen Staat unter dem Namen der Vereinigten Staaten der sieben Inseln“ bilden sollten. Der neue Staat erhielt innere Autonomie, unterstand aber dem Protektorat Großbritanniens, das durch einen „Lord-Hochkommissar“ (Lord High Commissioner) in Korfu vertreten war. Präsident des Senates der Republik wurde wiederum Graf Theotokis, der britische Lord-Hochkommissar Generalleutnant Thomas Maitland trat im Februar 1816 sein Amt an.
Am 26. August 1817 gewährte der britische Prinzregent Georg dem neuen Staat eine Verfassung. Der Staatsname lautete danach Vereinigte Staaten der Ionischen Inseln. An der Spitze des Staates stand der aus einem Präsidenten und fünf weiteren Mitgliedern bestehende Senat. Die Legislative bildete das als „Gesetzgebende Versammlung“ bezeichnete, aus 40 Mitgliedern bestehende Ionische Parlament.
Oberstes Gericht war der „Oberste Justizrat der vereinigten Staaten der Ionischen Inseln“. Leitende Staatsämter konnten nur mit Zustimmung des britischen Lord-Hochkommissars besetzt werden, dem auch sämtliches Militär auf den Inseln unterstand. 1826/1827 erhielt die Republik die sogenannte Ionische Akademie als Hochschule mit Sitz in Korfu. 1849 erfolgte eine radikale Verfassungsreform. Das Wahlrecht wurde auf die vierfache Zahl der bisherigen Wähler ausgedehnt, die Wahl der Kommunalbeamten wurde völlig freigegeben. Zugleich wurde unbeschränkte Pressefreiheit gewährt.
Ab 1830 wurde auf den Inseln der Wunsch nach einer Angliederung an Griechenland laut. Seit den Wahlen 1850 war auch die Parlamentsmehrheit für den Anschluss an Griechenland. Erst 1862 erklärte aber auch die britische Schutzmacht ihre Bereitschaft, die Vereinigung der Inseln mit Griechenland zuzulassen. Am 1. Oktober 1863 brachte Lord-Hochkommissar Storcks eine entsprechende Vorlage in die Ionische Gesetzgebende Versammlung ein. Da aber keine Einigung über die von den Briten geforderte Schleifung der Festung Korfu zustande kam, verzögerte sich die Angelegenheit zunächst. Erst durch den Vertrag Großbritanniens, Russlands und Österreichs mit Griechenland vom 29. März 1864 wurde die Vereinigung der Ionischen Inseln mit Griechenland tatsächlich vereinbart. Der bis dahin noch behaupteten, aber ungeklärt gebliebenen osmanischen Suzeränität wurde dadurch Rechnung getragen, dass die Zustimmung des osmanischen Reiches 1864 eingeholt wurde. Ende Mai 1864 übergab Lord-Hochkommissar Storcks die Regierungsgewalt an einen griechischen Bevollmächtigten und löste das Ionische Parlament auf, zugleich erlosch auch die Verfassung der Ionischen Inseln. Die ionischen Inseln wurden unter Auflösung ihrer Einheit in den griechischen Staat eingegliedert. Seit 1997 sind die Inseln als Verwaltungsregion Ionische Inseln ein Teil Griechenlands, jedoch ohne die Insel Kythira, die aus verkehrsgeographischen historischen Gründen an die Verwaltungsregion Attika fiel (vgl. Politische Gliederung Griechenlands).
Unter britischem Protektorat wurden erstmals ab 1814 Münzen geprägt und zwar Silbermünzen im Wert von 25, 30, 50 und 60 Paras, ab 1819 auch Kupfermünzen von ½ und 1 Obolos und 2 Oboli. Dabei galten 40 Paras einem Piaster. Bei den 25-Paramünzen handelte es sich um ursprünglich spanische oder sizilianische Münzen, die mit einem rechteckigen Gegenstempel mit der Wertangabe in Para und einem weiteren, aber ovalen Gegenstempel mit dem Bildnis Georgs III. versehen wurden. Ab 1821 wurde in einem neuen System geprägt: 400 Lepta entsprachen 100 Oboli oder einem Dollar. Ab 1835 wurde das System modifiziert. Nun galten 500 Lepta = 100 Oboli = ein Dollar. Ausgeprägt wurden, auch bereits mit der Jahreszahl 1834, Silbermünzen im Wert von 30 Lepta und Kupfermünzen im Wert von 1 Lepton. Die Wertseite zeigte neben dem Nominalwert die sitzende Britannia, die andere Seite den geflügelten Markuslöwen und die griechische Umschrift für Ionischer Staat.

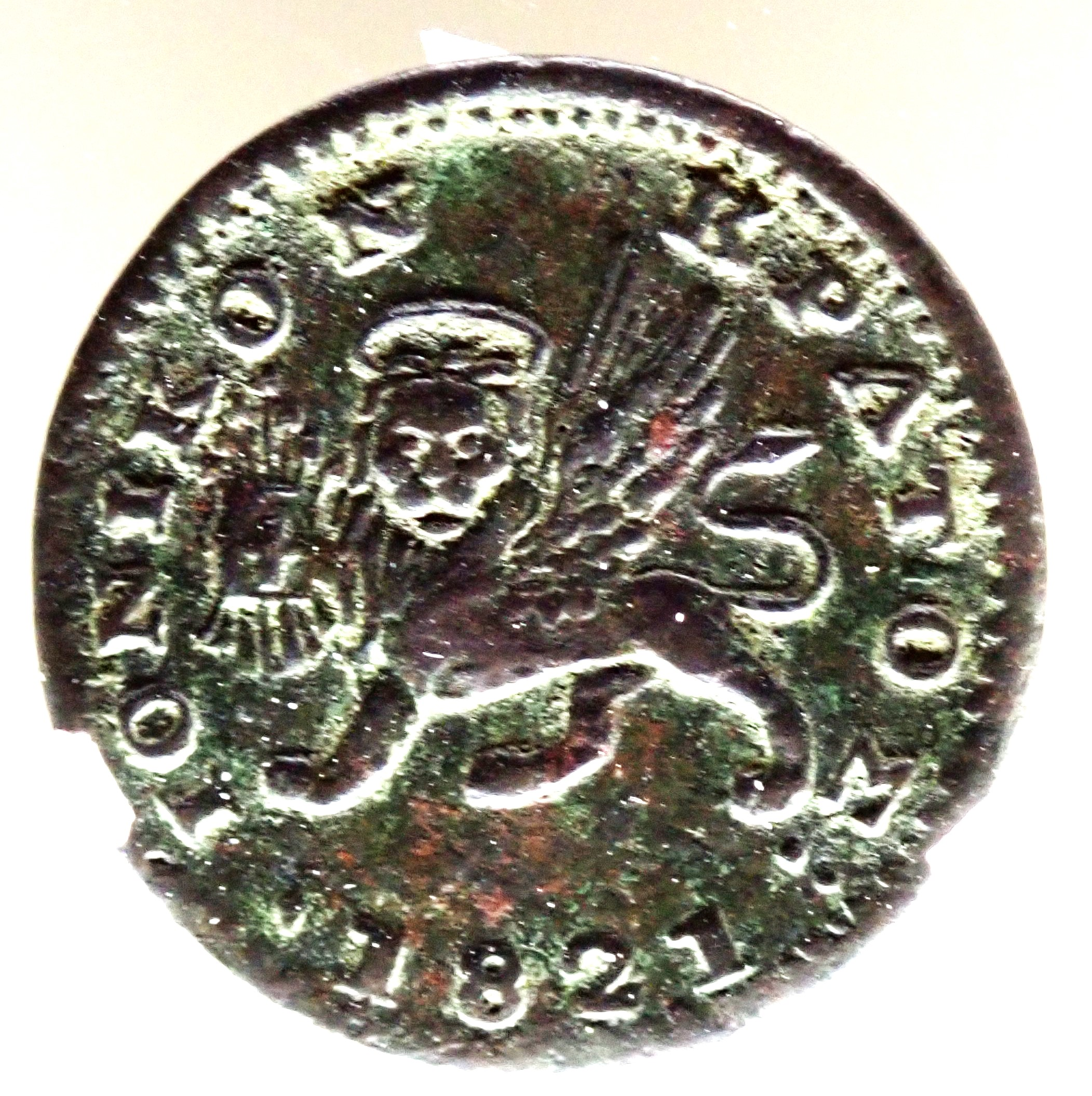
2 Leptamünze der Ionischen Inseln, Jahr 1821

### Liste der britischen Hochkommissare
Zwischen 1815 und 1864 regierten folgende Lord-Hochkommissare:
- Sir Thomas Maitland (1815–1823)
- Sir Frederick Adam (1823–1832)
- George Nugent-Grenville, 2. Baron Nugent (1832–1835)
- Howard Douglas (1835–1840)
- James Alexander Stewart-Mackenzie (1840–1843)
- John Colborne, 1. Baron Seaton (1843–1849)
- Sir Henry George Ward (1849–1855)
- Sir John Young, 2. Baronet (1855–1859)
- Sir Henry Knight Storks (1859–1863)